# Jusuf Gazibegović
Jusuf Gazibegović (ur. 11 marca 2000 w Salzburgu) – bośniacki piłkarz, występujący na pozycji prawego obrońcy w niemieckim klubie FC Köln oraz w reprezentacji Bośni i Hercegowiny.

## Sukcesy

### Sturm Graz
- Puchar Austrii: 2022/2023[4]